# Toufik Moussaoui
Toufik Moussaoui (sinh ngày ngày 21 tháng 4 năm 1991) là một cầu thủ bóng đá người Algérie thi đấu cho Paradou AC ở Giải bóng đá hạng nhất quốc gia Algérie và Đội tuyển bóng đá quốc gia Algérie.
Vào tháng 7 năm 2017, Moussaoui được triệu tập bởi Lucas Alcaraz vào Đội tuyển bóng đá quốc gia Algérie A’ thi đấu Vòng loại Giải vô địch bóng đá châu Phi 2018 trước Libya.